# ضريح صائب التبريزي
ضريح صائب التبريزي (بالفارسية: آرامگاه صائب تبریزی) هو ضريح تاريخي تعود إلى دولة بهلوية، ويقع في أصفهان. هذا المبنى هو قبر صائب التبريزي.